# Långtofskokett
Långtofskokett (Lophornis delattrei) är en fågel i familjen kolibrier.

## Utseende
Långstofskoketten är en mycket liten kolibri. Hanen är spektakulär med en fantastisk spetsig orangefärgad tofs där varje fjäder är doppad i svart. I övrigt är den grönaktig med mörk strupe. Honan är mycket mer anspråkslöst tecknad, med rostrött i pannan och på strupen. Båda könen har ett tydligt vitt band på övergumpen.

## Utbredning och systematik
Långtofskokett delas in i två underarter med följande utbreding:
- Lophornis delattrei lessoni – förekommer lokalt från sydvästra Costa Rica till Anderna i centrala Colombia
- Lophornis delattrei delattrei – förekommer lokalt från södra Ecuador till östra Peru och norra Bolivia

## Levnadssätt
Långtofskoketten hittas i buskiga gläntor eller i vägrenar med tillgång på blommande buskar, öppnare miljöer än andra koketter.

## Status och hot
Arten har ett stort utbredningsområde, men tros minska i antal, dock inte tillräckligt kraftigt för att den ska betraktas som hotad. Internationella naturvårdsunionen IUCN listar arten som livskraftig (LC). Beståndet uppskattas till i storleksordningen 50 000 till en halv miljon vuxna individer.

## Namn
Fågelns vetenskapliga artnamn hedrar Adolphe Delattre eller De Lattre (1805-1854), fransk naturforskare, upptäcktsresande och samlare av specimen i bland annat Colombia.